# Georges du Velay
Saint Georges du Puy est le premier évêque du Velay à être honoré comme un saint.  Selon une légende du Moyen Âge il aurait été l'un des 72 disciples du Seigneur et, comme saint Front de Périgueux, serait venu évangéliser les Gaules. Il est fêté le 10 novembre.

## Biographie
Georges, d'une noble famille arverne ou vellave devient évêque du Velay vers 480, à cette époque le siège épiscopal est probablement à Saint-Paulien (Ruessium)